# PS-810
PS-810 var ett radarsystem som användes för kontroll och övervakning av civil och militär flygtrafik inom terminal- och kontrollzoner, samt för övervakning av flygtrafiken i berörda luftfartsleder av flygvapnet.

## Beskrivning
PS-810 med kringutrustning var installerad i ett runt betongtorn. Tornbyggnaden är uppförd i fem eller sex våningsplan med en tornhöjd på 18 till 23 meter. I bottenvåningen fanns två  dieselelverk för reservkraft för anläggningen. Ett elverk kunde täcka anläggningens kraftbehov, det andra stod som reserv. Ett svänghjulsaggregat svarade för kraftbehovet under dieselelverkens uppstart. Visa anläggningar hade ett våningsplan med förrådsutrymmen ovanför elverksplanet. Ovanför detta kom ett plan med underhållsutrymmen, därefter ett plan där utrustningen för radiolänkarna för överföringen av radarbilderna var installerande. Sedan ett plan med radarutrustningen och högst upp antennplanet som var täckt av en facetterad sfärisk radom. Radomen hade en diameter på 16,5 meter och en höjd på 12 meter. Den var uppbyggd av 295 triangelformade paneler av plast monterade i en metallram.
Radarsändaren är en vanlig pulsradarsändare på L-bandet och kan arbeta på 10 fasta frekvenser inom området 1250-1350 MHz. Magnetronen är frekvensstyrd genom ett automatiskt reglersystem. Radarmottagaren inkluderar ett antal system för att optimera nyttosignalen i förhållande till icke önskvärda signaler såsom digital MTI (DMTI), video-integrator, videokorrelator samt programmerbar klotterkarta.
En anläggning har på senare tid (2017) renoverats för att användas igen, dock för civilt bruk till en flygplats i Kalmar.